# Choulex
Choulex là một đô thị of the bang Genève, Thụy Sĩ.
Đô thị này có diện tích 3,89 km2, dân số năm 2007 là 1007 người.